# Staffan Heimerson
Sven Staffan Heimerson, född 7 november 1935 i Karlstad, är en svensk journalist som 1963−2017 arbetade på Aftonbladet, bland annat som tidningens utrikeskorrespondent i europeiska städer som Paris, och som hösten 2018 återkom till tidningen, denna gång som reporter. 2025 fick Heimersons sitt frilanskontrakt med Aftonbladet uppsagt, och han publicerade då ett avskedsbrev i Expressen.

## Biografi

### Uppväxt
Staffan Heimerson föddes i Karlstad och växte senare upp i Ängelholm. Han växte upp på Hallandsåsen mellan Margretetorp och Förslöv hos sina morföräldrar.
Hans föräldrar var stadsombudsmannen Sven Heimer Svensson (1888–1940) och resesekreterare Märta Wieslander (1902–1990) som tillhörde släkten Wieslander från Småland I. En äldre bror var Peter Wieslander.

### Karriär
Heimerson började sin journalistbana redan i skolan, som redaktör för Engelholms Tidning på Ängelholms samrealskola.  I ungdomen var han radikal, enligt egen utsaga. Sedan har världen (ofta krigshärdar) varit hans arbetsfält. Han har arbetat med journalistik sedan början av 1950-talet och inledde sin karriär på Nordvästra Skånes Tidningar i Ängelholm. På 1970-talet var han Malmöchef på Aftonbladet. Heimerson har skrivit för tidningen Z och Fokus. Han har också ett förflutet på den gamla bildtidningen Se. Hösten 1979 utnämndes han till Aftonbladets Asienkorrespondent.
Han har också arbetat för Sveriges Radio, bland annat som utrikeskorrespondent i Asien och Washington. Tillsammans med Stina Lundberg Dabrowski har han varit programledare för Bokbussen i Sveriges Television. Den 1 augusti 1991 var han värd för Sommar i Sveriges Radio. Han har också varit gäst i Söndagsöppet och Mediemagasinet.
Staffan Heimerson har varit programledare för Tusen år i TV 4 under 1999 och Nattcafé i SVT under tidigt 1990-tal. Samma år deltog han även i Fångarna på fortet i TV 3, och tidigare han har varit med i På spåret. Han var med om att starta Godmorgon, världen! i Sveriges Radio P1 1986.
Han har varit programledare för Australien – monarki eller republik? i Sveriges Radio. Heimerson gjorde tillsammans med Fredrik Blomqvist dokumentären På tunn is i TV 4 där Ola Skinnarmo på skidor tog sig till Nordpolen (färdkamraten Göran Kropp tvingades avbryta halvvägs på grund av en förfrysning i ett finger). Senare gjorde de flera dokumentärer med Ola Skinnarmo som också visades i TV4. 
Förutom nyhetsrapporteringen har han hunnit med en rad böcker i reportage- eller kåseriform.
Staffan Heimerson har också varit granskare för Näringslivets mediainstitut, där han studerade mediehanteringen av Attac. Han sitter med i juryn för "Månadens avslöjande" hos Resumé. Han har skrivit förordet till kollegan Johanne Hildebrandts dokumentärroman Gorazde. År 1998 skrev han för Dolly.
I en krönika i Aftonbladet år 2002 pekade Staffan Heimerson ut Siewert Öholm som Israelspion, vilket orsakade stort rabalder.
Efter att i en krönika den 27 november 2017 ha kritiserat metoo-kampanjen och därefter försvarat krönikan i Resumé avslutade Aftonbladet samarbetet med Heimerson, och han fick sluta som krönikör efter att ha skrivit för tidningen sedan 1963. Aftonbladets chefredaktör, Sofia Olsson Olsén, menade att han gett uttryck för en syn som inte var förenlig med tidningens grundvärderingar. Hösten 2018 påbörjades samarbetet igen, då med reportageuppdrag för Aftonbladet.
Efter att Heimerson 2025 fått sitt kontrakt med Aftonbladet uppsagt anklagade han i en artikel i Expressen Aftonbladet för "ålderism".
Heimersson har deltagit som expert i ämnet "Jorden runt" i SVT:s frågesportprogram Muren.

### Familj
Han var gift med journalisten Aino Heimerson åren 1975–1981. Heimerson är efter det gift med Marianne Pihl och har fem barn samt flera barnbarn.

## Utmärkelser
År 1995 belönades han som Sveriges Radios Östeuropa-korrespondent med Stora journalistpriset i radioklassen för "nerv, närhet och nyhetshunger i sin rapportering från krigen i det forna Jugoslavien". 
År 1997 fick Staffan Heimerson årets pris från Ljus, Lille Julafton Societeten, för sin journalistik som då hade "år från år fått ett större djup och stilistisk spänst utan att förlora sin lättillgänglighet och personliga charm". 